# Contea di Yanchang
La contea di Yanchang (延长县S, Yáncháng XiànP) è una contea della Cina, situata nella provincia dello Shaanxi e amministrata dalla prefettura di Yan'an.